# Dobro pozycjonalne
Dobro pozycjonalne (ang. positional good) – termin wprowadzony przez Freda Hirscha w 1976 roku na określenie produktów i usług, których wartość jest oceniana w głównej mierze (jeśli nie wyłącznie) w stosunku do innych. 

## Opis
Dobra pozycjonalne są kupowane ze względu na opinię, jaką na podstawie ich zakupu o ich nabywcach będą mieć inni ludzie. Na przykład kupno szybkiego  samochodu lub odzieży zaprojektowanej przez znanego projektanta mogą wynikać nie z ich funkcjonalności lecz z chęci zasygnalizowania lub ugruntowania statusu społecznego. 
Dobra pozycjonalne zyskują na wartości dzięki ograniczonej dostępności, czego przykładem są np. dochodowe stanowiska pracy, atrakcyjne turystycznie miejsca, luksusowe dzielnice oraz pomieszczenia i sale w instytucjach kultury, ale też czyste powietrze i autostrady.
Pozycjonalność odnosi się do miejsca danego dobra w jednostkowych i zbiorowych hierarchiach wartości oraz konkurencji pozycjonalnej o ich zdobycie. Typowymi przykładami są: wysoki status społeczny, nieruchomości, miejsca na prestiżowych uczelniach, rezerwacje miejsc w restauracjach i sława. Miarą satysfakcji z ich posiadania jest porównywanie do zasobności innych.
Konkurencja o dobra pozycjonalne mają charakter gier o sumie zerowej. Zazwyczaj jest ich mało, może je nabyć jeden gracz kosztem innych. Tym samym ludzie nie mają równych statusów, nie każdy może zdobyć upragniony tytuł członka elity, czy osoby modnej. Warunki te prowadzą do separacji lub stosunków wyższości nad innymi ludźmi.
Przyjmuje się, że dobra pozycjonalne nie mogą być tworzone, a jedynie dystrybuowane. Większość produktów posiada jednak zarówno komponent pozycjonalny, jak i materialny.